# دانييل روز
[ما هي؟]

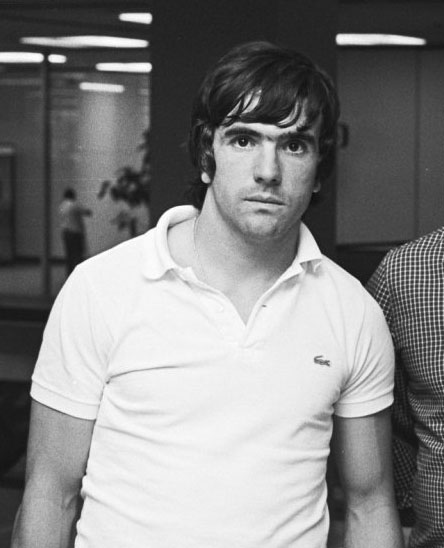
داني

دانييل روز بازان (بالإسبانية: Dani Ruiz Bazán)‏، من مواليد 28 يونيو 1951، لاعب كرة قدم إسباني سابق.
و قد لعب مع نادي أثلتك بلباو الإسباني، وشارك معهم في 302 مباراة وسجل 147 هدف.
و قد لعب مع منتخب إسبانيا لكرة القدم 25 مباراة وسجل 10 أهداف.

## روابط خارجية
- دانييل روز على موقع الاتحاد الدولي (مؤرشف)  (الإنجليزية)
- دانييل روز على موقع الاتحاد الأوربي (الإنجليزية)
- دانييل روز على موقع قاعدة بيانات كرة القدم.إي يو (الإنجليزية)
- دانييل روز على موقع ناشيونال فوتبول تيمز (الإنجليزية)